# Poule au pot

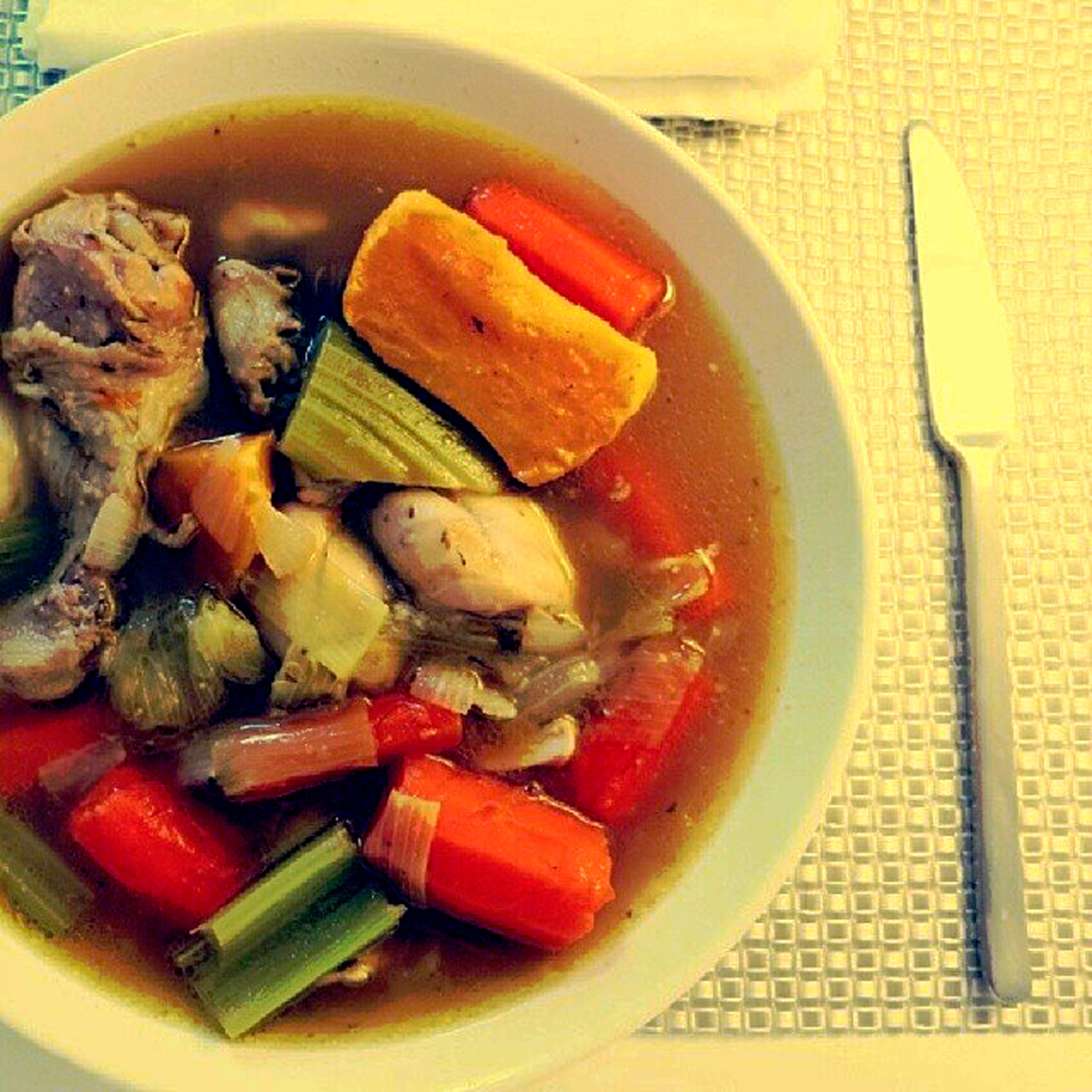
Poule au pot

Poule au pot (Aussprache [pul o po:]; deutsch „Huhn im Topf“) ist ein Hühnereintopf der französischen Küche, der aus Hühnerfleisch und Gemüsen gekocht wird. 

## Entstehungsgeschichte

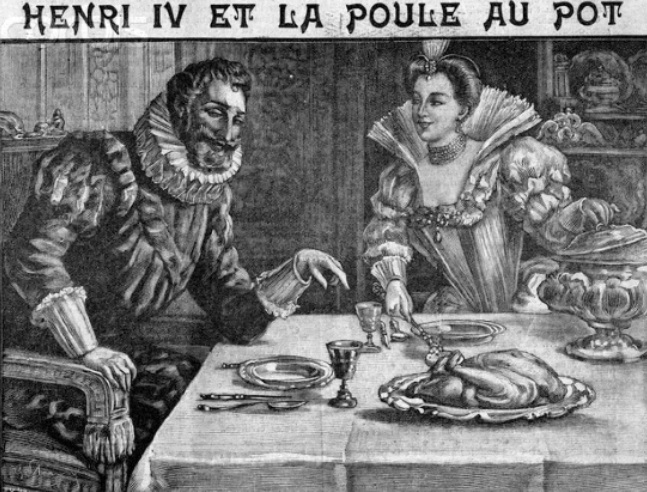
Heinrich IV. mit poule au pot (1610)

Es ist ein traditionelles Kochrezept, das ursprünglich aus den Regionen Gers und Béarn stammen soll. Überliefert ist, dass König Heinrich IV. in einem Gespräch mit Karl Emanuel I. im Jahre 1610 den Wunsch geäußert haben soll, „wenn mir Gott zu leben erlaubt, werde ich dafür sorgen, dass es in meinem Land keinen Bauern gibt, der sonntags nicht sein Huhn im Topf hat!“ (französisch Si Dieu me prête vie, je ferai qu’il n’y aura point de laboureur en mon royaume qui n’ait les moyens d’avoir le dimanche une poule dans son pot !). Da zu jener Zeit 80 % der Bevölkerung auf dem Land lebte, bedeutete dies, dem Volk allgemein ein besseres Leben zu wünschen. König Heinrich kreierte seine eigene Version vom „Huhn im Topf“. Wegen dieser Überlieferung wird es heute auch „poule au pot d´Henri IV“ genannt.

## Zubereitung
Das Huhn wird mit einer Mischung aus unter anderem Leber, Brotkrumen, Schinken und Ei gefüllt und zugenäht. Anschließend wird es in einem Topf zusammen mit weiteren Zutaten wie verschiedenen Gemüsen und Gewürzen (typischerweise Möhren, Nelken, Porree, Sellerie, Steckrüben und Zwiebeln) mehrere Stunden gekocht. In Béarn wird das zu kochende Gemüse um Kohl ergänzt. Während des Kochvorgangs wird aus Gewürzgurken, Schalotten, Ei, Öl, Essig und Gewürzen eine kalte Sauce zubereitet. Das zerlegte Huhn wird zusammen mit dem Gemüse und der Sauce serviert. 